# Fodor Gábor Béla
Fodor Gábor Béla (Fodor Gábor néven is szerepel a szakirodalomban) (Budapest, 1915. december 5. – Morgantown, Nyugat-Virginia, USA, 2000. november 3.) kétszeres Kossuth-díjas kémikus, a kémia tudományok doktora, az MTA tagja.

## Kutatási területe
Reakciótípusok és a reagensek modern, Ingold-i csoportosítása, a dedukció elve. Sztereokémiai vizsgálatok; tropánalkaloidok kémiája, térkémiája és szintézise.

## Életpályája
Fodor Domokos Győző telekkönyvvezető és Bayer Pepi Paula házasságából született, elemi iskolai és középiskolai tanulmányait Aradon végezte. 1924-ben érettségizett az aradi Római Katolikus Gimnáziumban. Felsőfokú tanulmányokat Grazban, a budapesti egyetemen és a szegedi egyetemen folytatott. Grazban mérnöki oklevelet (1934), Szegeden pedig vegyész oklevelet és vegyész doktorátust (1937) szerzett. Tanulmányaira és pályakezdésére legnagyobb hatást tett Szent-Györgyi Albert és Bruckner Győző. A szegedi egyetemen a Szerves Kémiai Tanszékén oktatott és kutatott 1935-1938-ig, majd 1945-1957-ig. 1938-1945 között a Chinoin Gyógyszergyárban kutatóvegyészi munkakörben dolgozott. 1945-ben egyetemi magántanárrá habilitálták A gyógyhatású szénvegyületek kémiája témakörből. 1950-1957-ig a Szerves Kémiai Tanszék vezetőjeként működött, számos jeles munkatárssal, köztük Kiss József, Kovács Ödön, Koczka Károly, Halmos Miklós, Ötvös László, Tóth József, Vincze Irén, Bánfi Dezső, Lestyán János, Mészáros Lajos, Dutka Ferenc és Weisz Imre.
1951-ben az MTA levelező, 1955-ben rendes tagjává választották. 1952-ben nyerte el a kémiai tudományok doktora címet. 1951-54 között a rektori teendőket is ő látta el a szegedi egyetemen.
Az 1956-os forradalomban való részvétele miatt az oktatói munkától eltiltották, 1957-től ismét budapesti kutatói intézetekben dolgozott, EGYT Gyógyszerárugyár (később: EGIS; ma Egis Nyrt.), 1958-ban megbízást kapott az MTA-tól egy önálló kutatóegység, a Sztereokémiai Kutatócsoport megszervezésére és vezetésére. A Kutatócsoport igen eredményesen működött, a kutatási lehetőségek egyre bővültek, de Fodor Gábor Bélát továbbra sem engedték egyetemi katedrára lépni, pedig neki a kutatás mellett az egyetemi előadás, az egyetemi hallgatókkal való foglalkozás életeleme volt. Ezen okból inkább az emigrációt választotta, egy 1964-ben megkezdett kanadai tanulmányútjáról nem tért vissza.
Külföldön oktatói és kutatói munkáját Kanadában kezdte, felvette a kapcsolatot az amerikai emigrációban élő tudósokkal, köztük Szent-Györgyi Alberttel. 1969-től fő munkahelyévé az Amerikai Egyesült Államok Nyugat-Virginia-i egyeteme vált, ahol 1986-ig oktatott és kutatott, s ahonnan amerikai és müncheni, darmstadti társintézményekkel tartott fenn szakmai kapcsolatot. 1986-os nyugalomba vonulásakor emeritálták. A rendszerváltás után többször hazalátogatott, idős korát meghazudtolva kitűnő előadásokat tartott. 1990-ben a szegedi egyetem is emeritálta, 1994-ben pedig díszdoktorrá avatta. Választott hazájában, Morgantownban érte a halál.

## Családja
Felesége Ruiz Ana Maria újságíró, házasságukból nyolc gyermek született.

## Tudományos közleményei és kötetei (válogatás)
- Mutarotation of halogenated derivatives of cholesterol II. trans-dehydroandrosterone. AChimHung 1947.
- Separation of diasteroisomeric amino alcohols. (Kiss Józseffel) In: Nature 1949.
- Stereochemistry of the tropane alkaloids. In: Nature, 1952.
- Trans-ethylenic structure of sphinogosine. (Kiss Józseffel) In: Nature. 1953.
- Stereochemistry of the tropane alkaloids. XII. The total synthesis of scopolamine. (Társszerzőkkel) = J. Chem. Soc. 1959.
- Szerves kémia. 1-11. köt. Budapest, 1960.
- Stereochemistry oftropane quaternization. (Társszerzőkkel) In: J. Am. Chem. 1971.
- A CMR study of aromatic oxocarbons and their esters. (Társszerzőkkel) In: ORON 39, 168th ACS National Meeting, Atlantic City, N. J., Sept. 10 1974.
- From methylglyoxal to new immunopotentiating ascorbic acid derivatives. (Társszerzőkkel) In: ABiochimBiophysHung 1987.
- Correlation of the von Braun, Ritter, Bischler-Napieralsky, Beckman and Schmidt reactions via nitrilium salt intermediates. (Nagubandi, S.-el) In: Tetrahedron Report No. 83, Tetrahedron 1980.
- Studies in natural products chemistry, stereoselective synthesis (Part C) Vol. 4. Amsterdam, 1989.

## Tudományos tisztségei és szerkesztőbizottsági tagságai
- MTA Szerves Kémiai Bizottság (1951-65);
- Acta Chimica szerk. biz. (1951-66);
- Models in Chemistry szerk. biz. (1966-);
- Tetrahedron szerk. biz. (1956-92);
- Tetrahedron Letters szerk. biz. (1957-92);
- Tetrahedron Computer Methodo1ogy szerk. biz. (1987-92);
- Tetrahedron Asymmetry szerk. biz. (1989-92).

## Társasági tagság
- Természettudományos Társaság kémiai csoport (1937-44);
- Magyar Kémikusok Egyesülete (1945-);
- Schweizerische Chem. Gesellschaft (1942-90);
- Chem. Soc. London (1946-);
- American Chem. Society (1947-);
- Canadian lnst. of Chemistry (1964-).

## Díjak, elismerések (válogatás)
- Kossuth-díj ezüst fokozat (1950, 1954);
- Helsinki Egyetem ezüst érme (1958);
- Outstanding Educator of America (1972);
- A József Attila Tudományegyetem díszdoktora (1994).